# .cz
.cz és el domini territorial de primer nivell (ccTld) per a la República Txeca. És administrat per CZ. NIC. Els registres s'han de demanar mitjançant registradors de domini acreditats.
Abans de la divisió el 1993, Txecoslovàquia utilitzava el domini .cs.